# Saison 2022 de l'équipe cycliste SD Worx
La saison 2022 de l'équipe cycliste SD Worx est la treizième de la formation. Lotte Kopecky et  Marlen Reusser rejoignent l'équipe, tandis que Anna van der Breggen, Karol-Ann Canuel et Jolien D'Hoore prennent leur retraite. Nikola Nosková part aussi.
Demi Vollering entame la saison par une seconde place au Circuit Het Nieuwsblad. Elle remporte la Flèche brabançonne et finit sur le podium des trois classiques ardennaises. Elle gagne le Tour du Pays basque. Surtout, elle termine deuxième du Tour de France derrière Annemiek van Vleuten avec le maillot à pois. Elle est aussi troisième du Ceratizit Challenge by La Vuelta. Lotte Kopecky remporte les Strade Bianche et le Tour des Flandres. Elle gagne le titre de championne de Belgique du contre-la-montre. Sur piste, elle est championne d'Europe en course aux points et en course à l'élimination. Aux championnats du monde, elle remporte l'américaine et l'élimination. Ashleigh Moolman, après une majeure partie de la saison passée dans un relatif anonymat, remporte le Tour de Romandie. Marlen Reusser conserve son titre de championne d'Europe du contre-la-montre et gagne une étape du Tour de France. Niamh Fisher-Black est meilleure jeune du Tour d'Italie avec sa cinquième place. Blanka Vas effectue le doublé aux championnats de Hongrie, tout comme Christine Majerus au Luxembourg. Au classement UCI, Lotte Kopecky est quatrième quelques points devant Demi Vollering. Cette dernière est troisième du World Tour. SD Worx remporte les classements par équipes des deux compétitions.

## Préparation de la saison

### Partenaires et matériel de l'équipe
L'entreprise de logiciel d'aide aux ressources humaines SD Worx est le partenaire principal de l'équipe.
Au niveau matériel, l'équipe utilise des vélos Specialized.

### Arrivées et départs
La Belge Lotte Kopecky, à la fois sprinteuse et spécialiste des classiques du nord vient remplacer le départ à la retraite de Jolien D'Hoore. La spécialiste du contre-la-montre Marlen Reusser est l'autre renfort de poids de l'équipe.
Au niveau des départs, la leader de la formation Anna van der Breggen prend sa retraite, tout comme la grimpeuse Karol-Ann Canuel. Nikola Nosková quitte également l'équipe. Amy Pieters est encore membre de la formation, mais le grave accident dont elle a été victime durant l'intersaison met sa saison au conditionnel.
| Arrivées       | Équipe 2021       |
| -------------- | ----------------- |
| Lotte Kopecky  | Liv Racing        |
| Marlen Reusser | Alé BTC Ljubljana |

| Départs              | Équipe 2022 |
| -------------------- | ----------- |
| Karol-Ann Canuel     | Retraite    |
| Jolien D'Hoore       | Retraite    |
| Nikola Nosková       |             |
| Anna van der Breggen | Retraite    |

### Effectifs
| Effectif 2022               | Effectif 2022     | Effectif 2022    | Effectif 2022                     |
| Cycliste                    | Date de naissance | Pays             | Équipe précédente                 |
| --------------------------- | ----------------- | ---------------- | --------------------------------- |
| Elena Cecchini              | 25 mai 1992       | Italie           | Canyon-SRAM Racing (2020)         |
| Niamh Fisher-Black          | 12 août 2000      | Nouvelle-Zélande | Équipe cycliste Paule Ka (2020)   |
| Roxane Fournier             | 7 novembre 1991   | France           | Chevalmeire (2020)                |
| Lotte Kopecky               | 10 novembre 1995  | Belgique         | Liv Racing (2021)                 |
| Christine Majerus           | 25 février 1987   | Luxembourg       | Sengers (2013)                    |
| Ashleigh Moolman            | 9 décembre 1985   | Afrique du Sud   | CCC-Liv (2020)                    |
| Amy Pieters                 | 1 juin 1991       | Pays-Bas         | Wiggle High5 (2016)               |
| Marlen Reusser              | 20 septembre 1991 | Suisse           | Alé BTC Ljubljana (2021)          |
| Anna Shackley               | 17 mai 2001       | Royaume-Uni      | Breeze (2020)                     |
| Lonneke Uneken              | 2 mars 2000       | Pays-Bas         | Hitec Products-Birk Sport (2019)  |
| Chantal van den Broek-Blaak | 22 octobre 1989   | Pays-Bas         | Specialized-Lululemon (2014)      |
| Blanka Vas                  | 3 septembre 2001  | Hongrie          | Doltcini-Van Eyck-Proximus (2021) |
| Demi Vollering              | 15 novembre 1996  | Pays-Bas         | Parkhotel Valkenburg (2020)       |
|                             |                   |                  |                                   |
| Source : ProCyclingStats    |                   |                  |                                   |

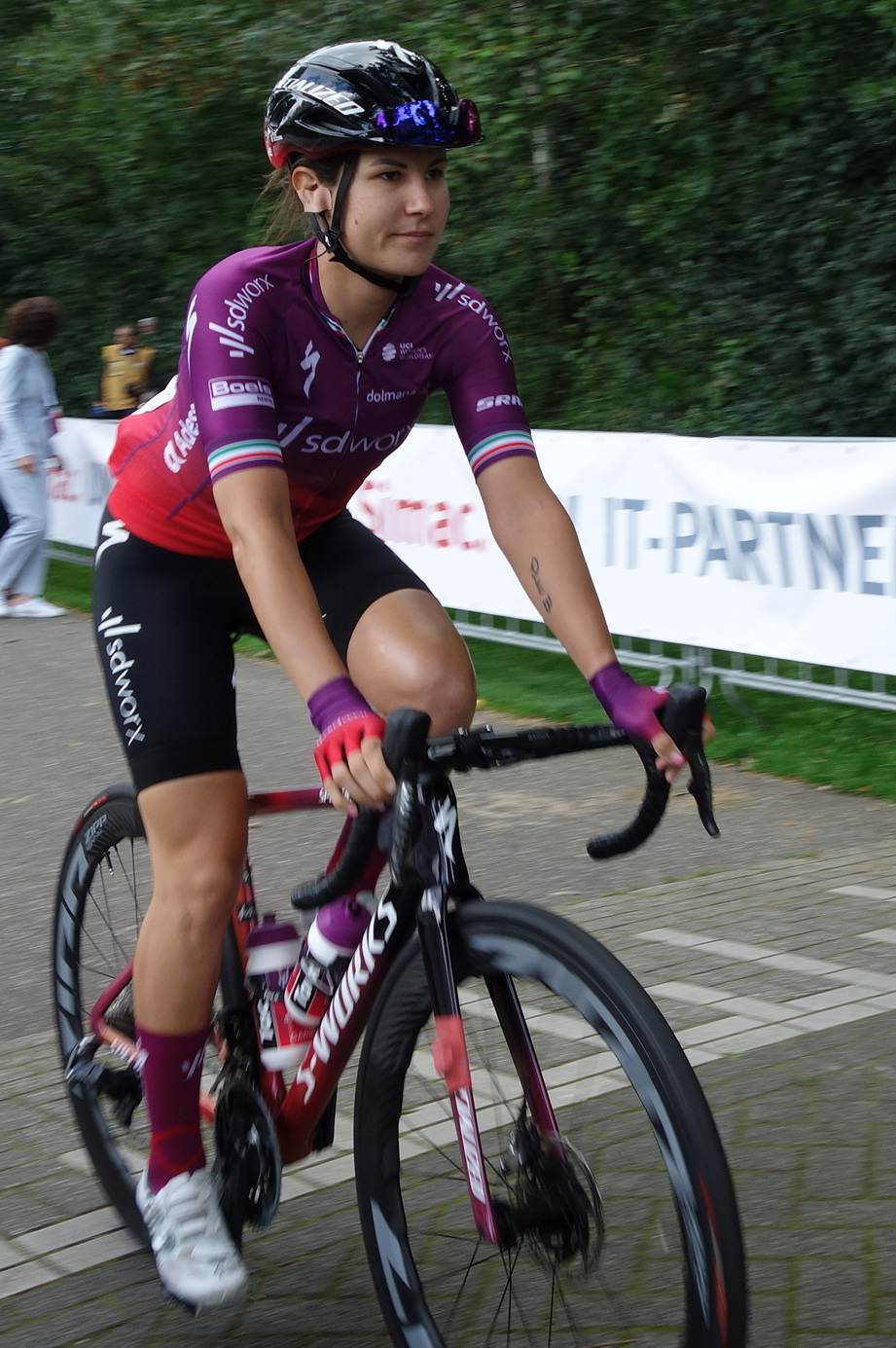
Elena Cecchini en 2021
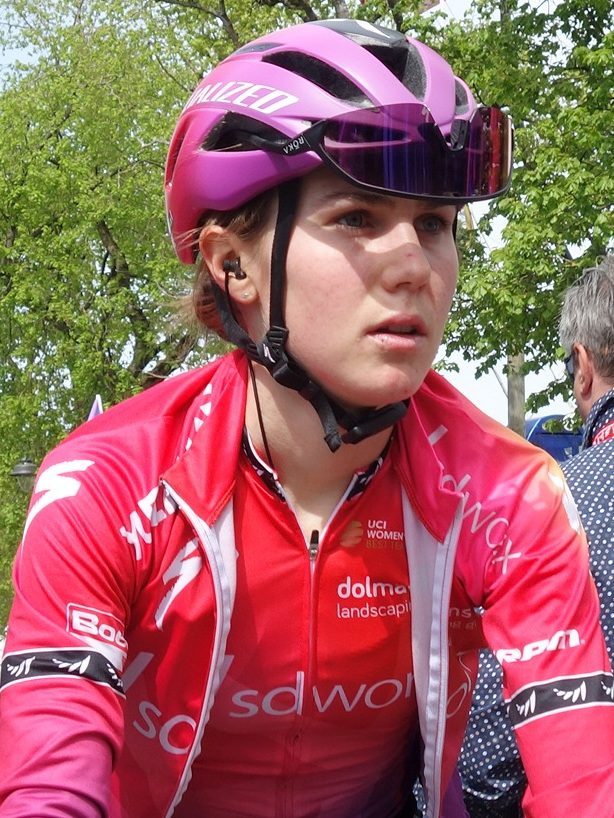
Niamh Fisher-Black
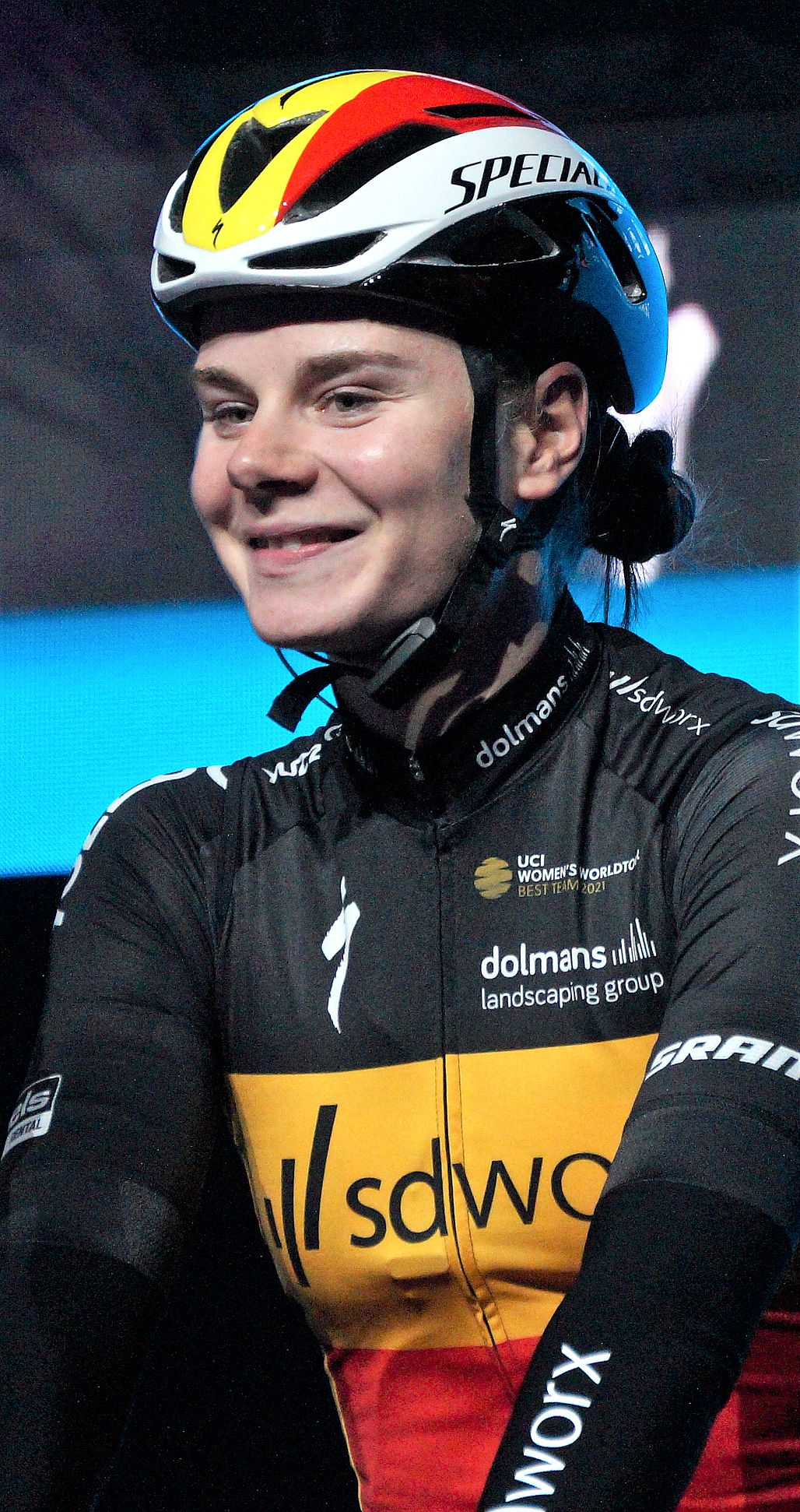
Lotte Kopecky
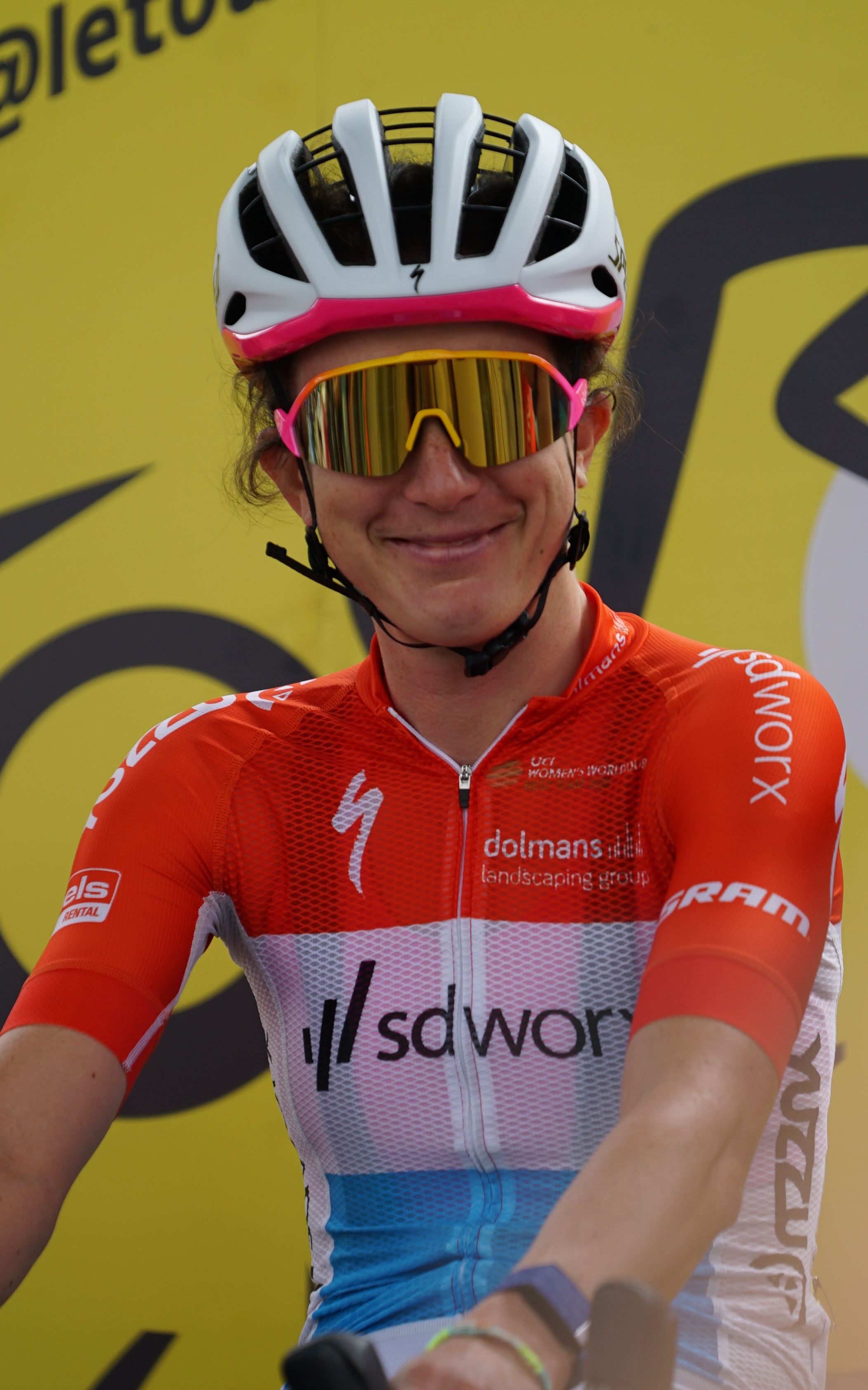
Christine Majerus
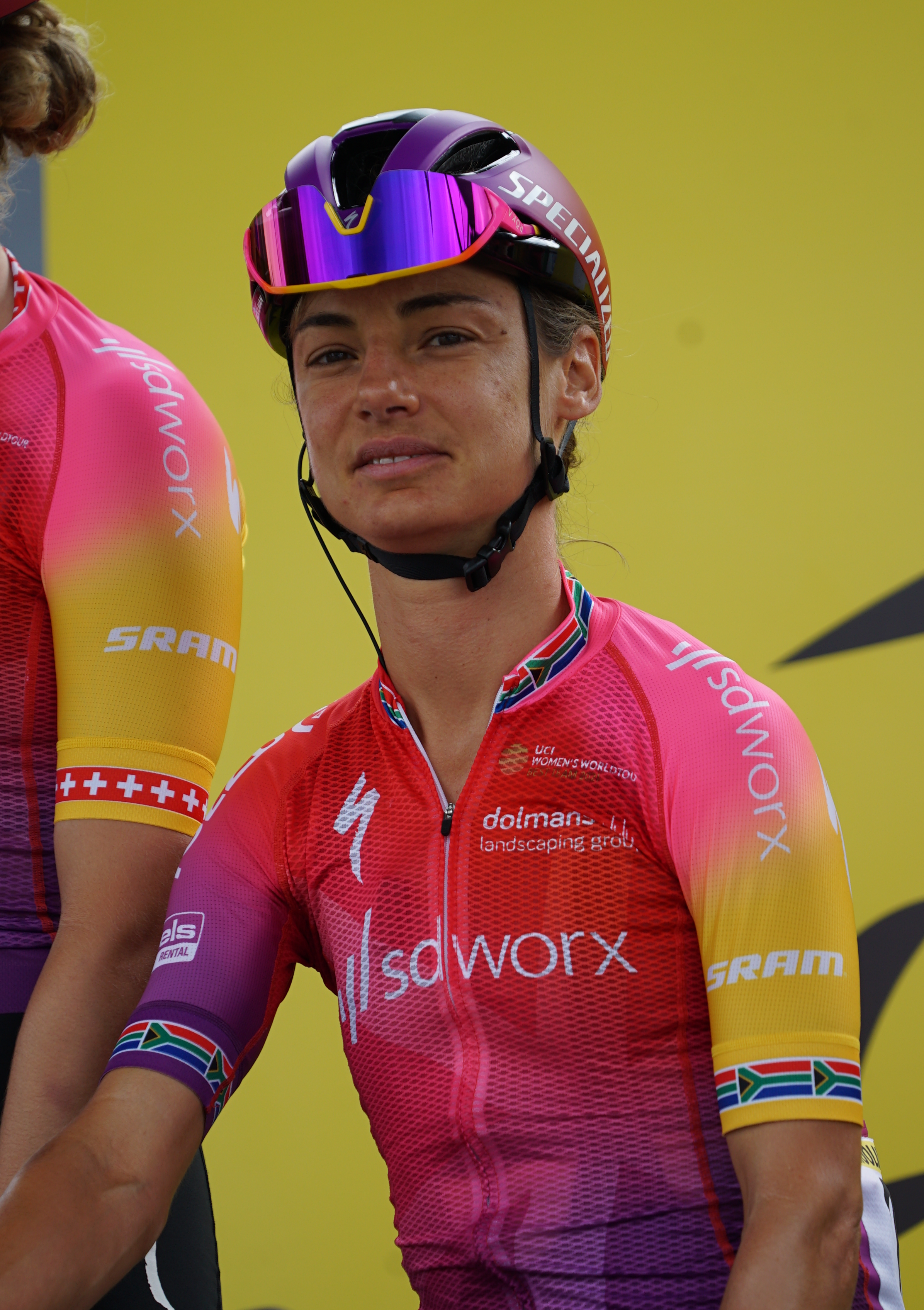
Ashleigh Moolman-Pasio
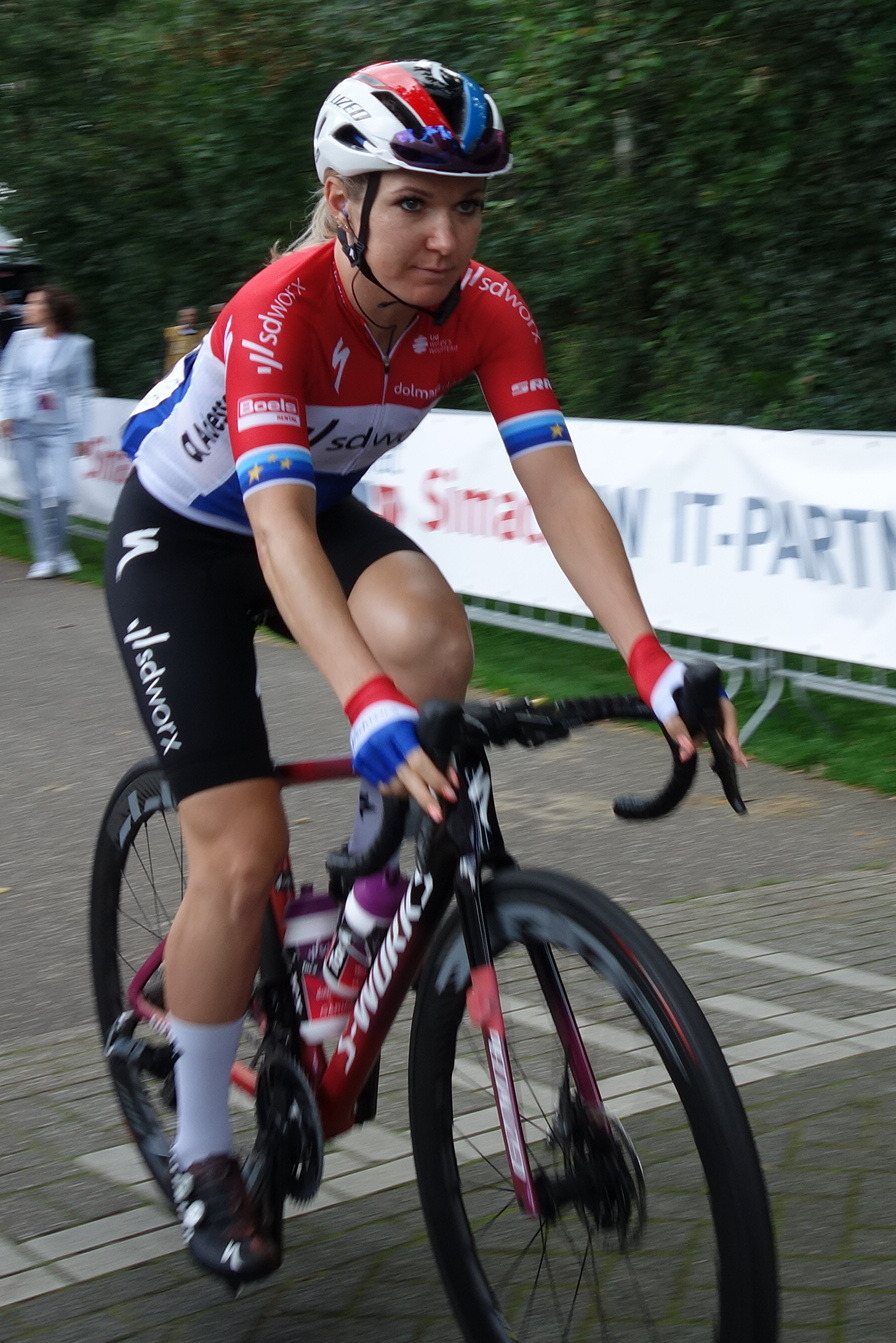
Amy Pieters en 2021
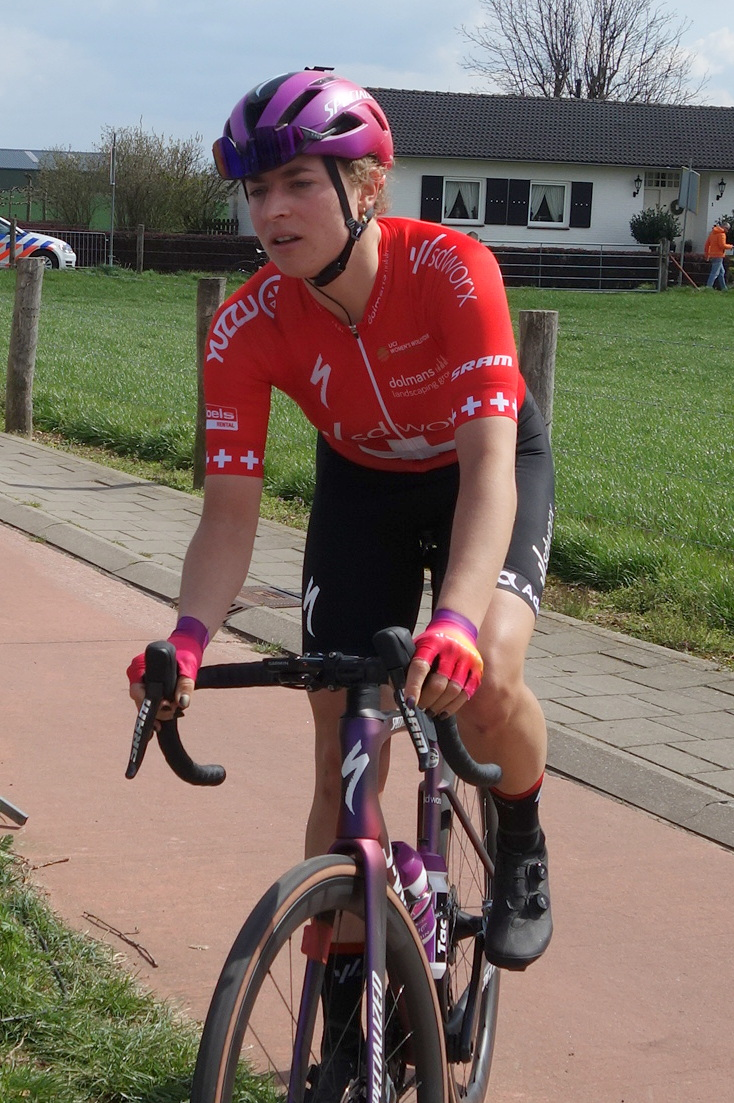
Marlen Reusser
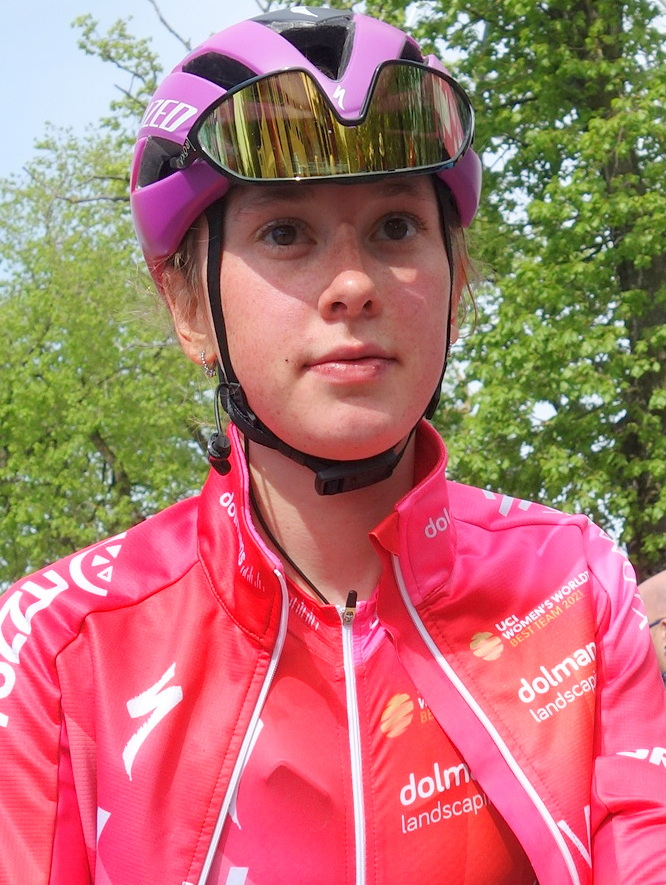
Anna Shackley
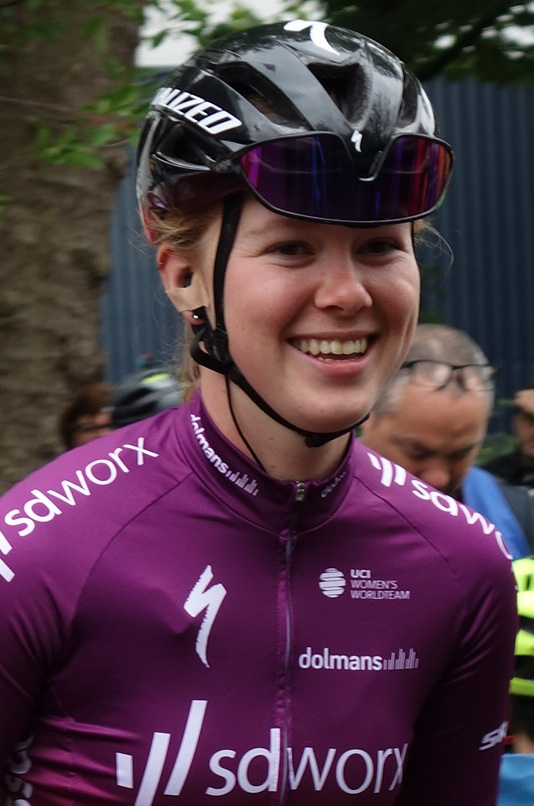
Lonneke Uneken en 2021
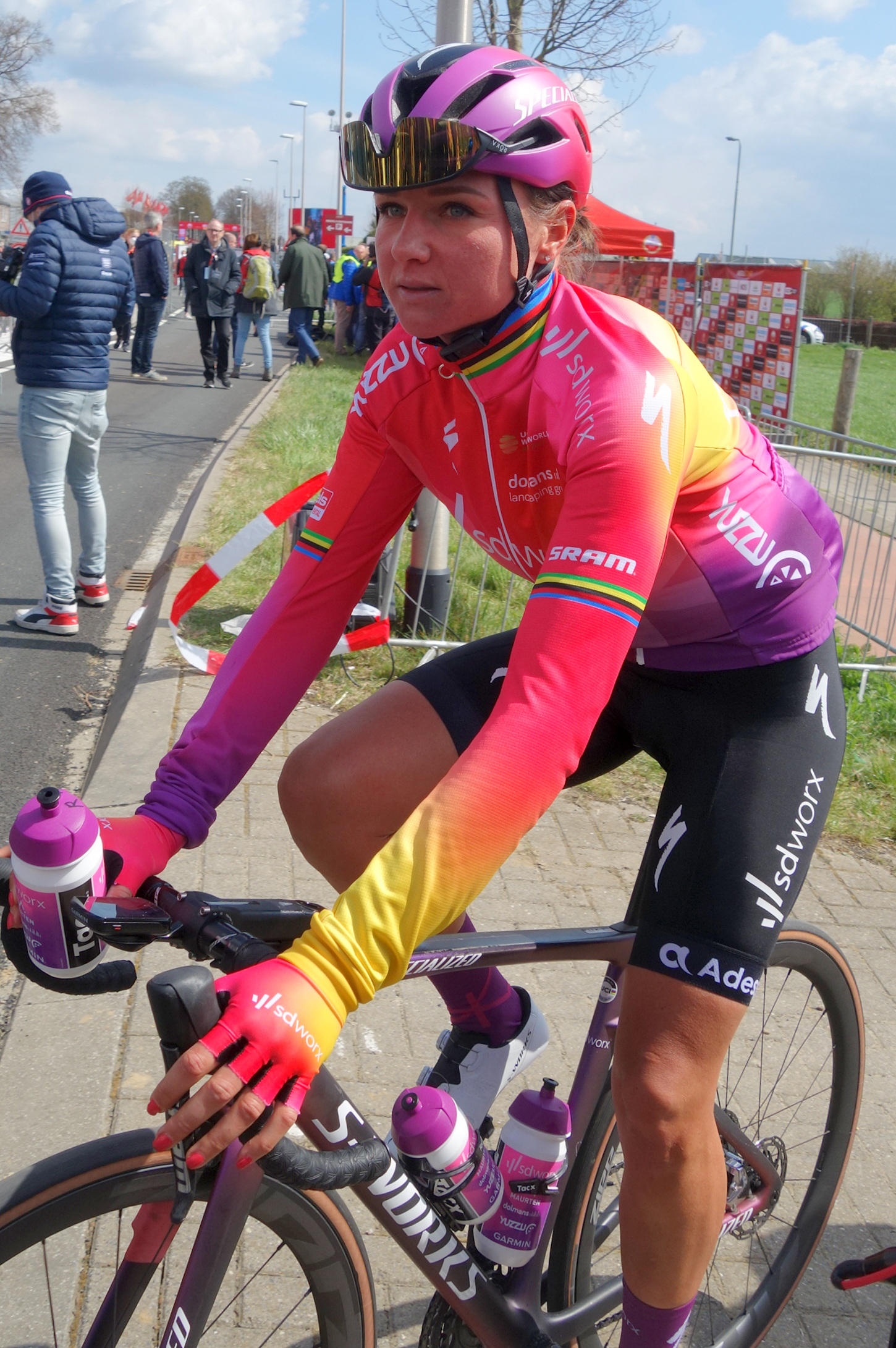
Chantal van den Broek-Blaak
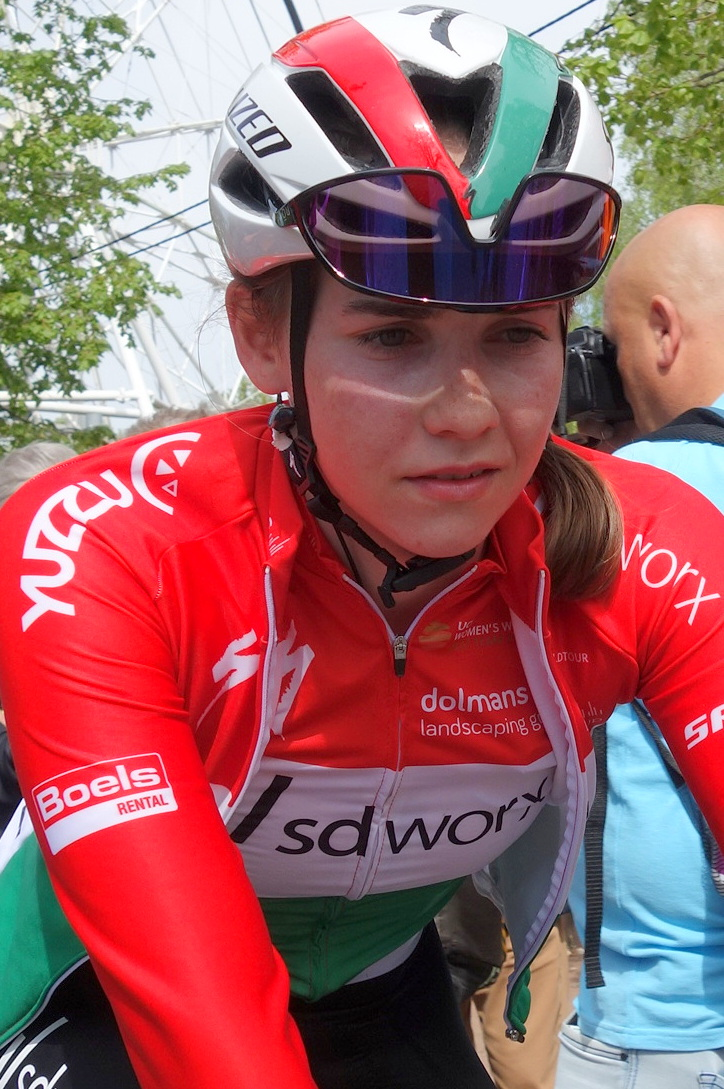
Blanka Vas
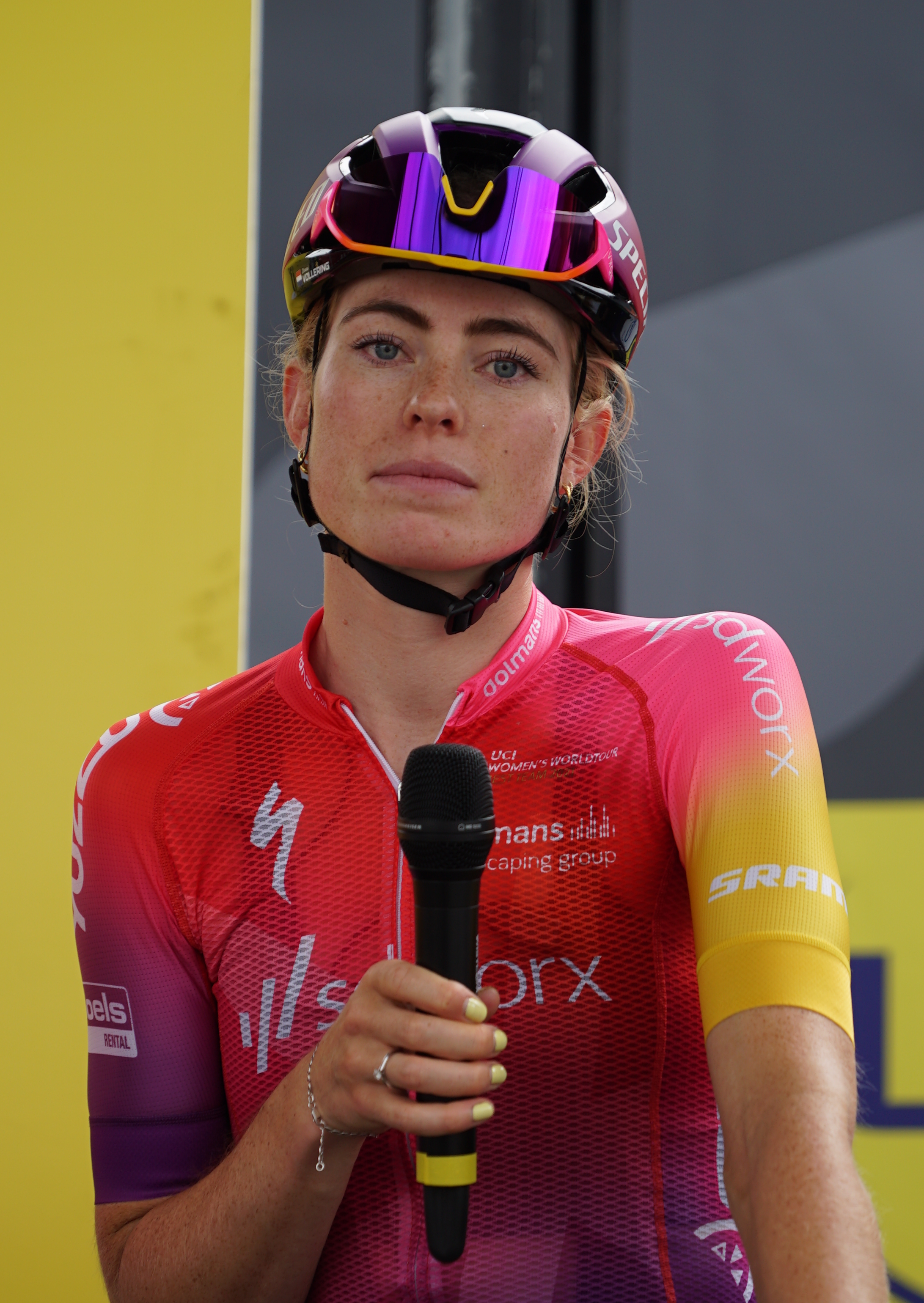
Demi Vollering

### Encadrement
Le directeur sportif de l'équipe est Danny Stam, ses adjoints sont Lars Boom et Anna van der Breggen. Le représentant de l'équipe auprès de l'UCI est Erwin Janssen.

## Déroulement de la saison

### Février
Au Circuit Het Nieuwsblad, dans le Leberg, Marlen Reusser attaque. Elle est suivie par Ellen van Dijk, Anna Henderson et Liane Lippert. Elles obtiennent une minute d'avance. L'approche du mur de Grammont réduit l'écart. Dans celui-ci, Anna Henderson est distancée. Les favorites, dont Annemiek van Vleuten et Demi Vollering, se détachent du peloton et reviennent sur la tête. Lotte Kopecky revient également seule de sorte que le Bosberg est abordé par un groupe d'une dizaine de coureuses. Dans celui-ci, Annemiek van Vleuten produit une attaque longue. Demi Vollering est la seule à pouvoir suivre, tant bien que mal. Avec Lotte Kopecky et Marlen Reusser dans le groupe de poursuite, Demi Vollering décide de ne pas prendre de relais à Annemiek van Vleuten qui parvient néanmoins à agrandir l'écart. Elles se disputent la victoire au sprint. Annemiek van Vleuten lance des 600 m avant une succession de courbes. Demi Vollering semble remonter sur la fin mais coince. À l'Omloop van het Hageland, Elena Cecchini tente durant la course, mais sans succès. Au sprint, elle prend la quatrième place.

### Mars
Au Bloeizone Fryslân Tour, Marlen Reusser est troisième du contre-la-montre inaugural. Le lendemain, Lonneke Uneken s'impose au sprint. Marlen Reusser est troisième du classement général final.
Aux Strade Bianche, à vingt-neuf kilomètres de l'arrivée, Chantal van den Broek-Blaak part. Elle est suivie par Elisa Longo Borghini et Liane Lippert. Elles sont immédiatement reprises. Lotte Kopecky attaque à vingt-sept kilomètres de l'arrivée. Elle est reprise. Chantal van den Broeck-Blaak sort de nouveau à quatorze kilomètres de la ligne. Dans le dernier secteur gravier, Van Vleuten accélère et revient sur Blaak avec Kopecky dans la roue. Kopecky et Van Vleuten sont seules en tête avec une faible avance. Un nouveau regroupement a lieu à sept kilomètres du but. Ashleigh Moolman-Pasio puis Demi Vollering attaquent tour à tour, mais sans succès. Tout se décide dans la montée finale. Annemiek van Vleuten accélère aux 800 m. Seule Lotte Kopecky peut la suivre. Dans les sinueux derniers mètres, elles se livrent à un sprint atypique dont sort vainqueur la Belge. Ashleigh Moolman-Pasio complète le podium.
AU Drentse 8, Christine Majerus s'impose dans le sprint d'une groupe de quatre échappées avec Alison Jackson, Floortje Mackaij et Thalita de Jong. Au Tour de Drenthe, SD Worx utilise un passage venteux pour créer des bordures et scinde le peloton en deux.  À trente-trois kilomètres du but, un groupe de cinq avec Marlen Reusser se forme. Leur avance monte à trente-cinq secondes. À onze kilomètres de la ligne, quatre coureuses dont Christine Majerus sortent. Le peloton revient dans les cinq cents derniers mètres. Lotte Kopecky est troisième du sprint. Au Trofeo Alfredo Binda-Comune di Cittiglio, Marlen Reusser attaque dans une descente depuis Orino. Elle est reprise. Elle récidive plus loin. Ashleigh Moolman-Pasio tente aussi mais sans succès. À dix kilomètres de l'arrivée, Cavalli passe à l'offensive. Elle est suivie entre autres par Ashleigh Moolman-Pasio. Chantal van den Broek-Blaak attaque dans le final, mais la course se conclut au sprint. Blaak le lance et prend la quatrième place devant Elena Cecchini.
À la Classic Bruges-La Panne, Lotte Kopecky lance le sprint pour Lonneke Uneken, néanmoins c'est Elisa Balsamo qui s'impose devant Lorena Wiebes, Uneken est quatrième. À Gand-Wevelgem, entre le Baneberg et le Monteberg, Lotte Kopecky, Katarzyna Niewiadoma, Anna Henderson et Liane Lippert s'échappent. Après le mont Kemmel, elles sont rejointes par Marta Cavalli, Marlen Reusser et  Coryn Labecki. Un regroupement général a lieu à quarante-quatre kilomètres du but. Dans le deuxième passage du Baneberg, quatre coureuses dont Chantal van den Broek-Blaak tentent, mais sont immédiatement reprises. Dans la partie menant à Wevelgem, SD Worx multiplie les attaques, avec Blaak, Reusser et Elena Cecchini. Le peloton reste néanmoins très vigilant. Au sprint, Lotte Kopecky se classe quatrième.

### Avril
Au Tour des Flandres, trois kilomètres après le Taaienberg, un groupe de poursuite se forme avec notamment Christine Majerus. Dans le Kruisberg, Van Vleuten tente de nouveau. Elle est suivie par Lotte Kopecky et Grace Brown. Marlen Reusser rentre ensuite. Elle sort seule et rentre sur la tête de course. Dans le vieux Quaremont, Reusser mène le groupe. Seule Chapman parvient à la suivre. Derrière, Van Vleuten ressort avec Kopecky, Chantal Van den Broek-Blaak et Anna Henderson. Ces différents groupes fusionnent avec le Paterberg. Dans celui-ci, Reusser force le rythme, mais est dépassée par Van Vleuten et Kopecky. Van den Broek-Blaak revient ensuite. Reusser attaque immédiatement, mais Van Vleuten est attentive. Van den Broek-Blaak contre, Van Vleuten doit de nouveau réagir. Elle est accompagnée de Kopecky. Van den Broek-Blaak donne le rythme à ce trio jusqu'à l'arrivée. Lotte Kopecky s'impose facilement au sprint devant Van Vleuten.

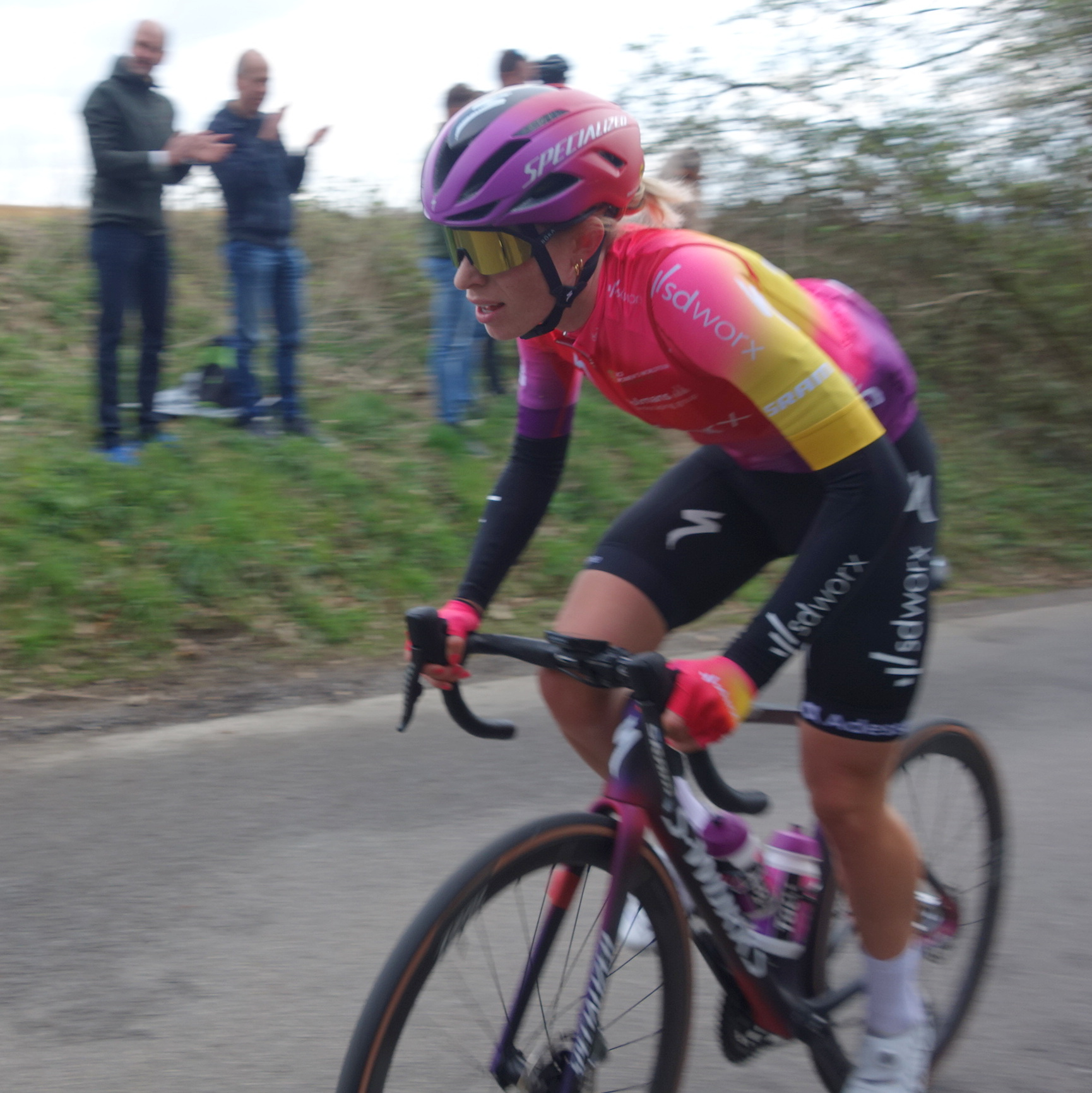
Demi Vollering à l'Amstel Gold Race

À l'Amstel Gold Race, Marlen Reusser, Ashleigh Moolman-Pasio, Niamh Fisher-Black et Demi Vollering font toutes partie du groupe de favorites qui sort à plus de quatre-vingt kilomètres de l'arrivée. À soixante-huit kilomètres de la ligne, dans le Keutenberg, Van Vleuten, Niewiadoma et Vollering s'extraient de ce groupe. Au même moment, Chantal van den Broek-Blaak entre autres revient sur le groupe de poursuite. Dans la deuxième ascension du Cauberg, un regroupement général a lieu. Tout se joue dans la dernière ascension du Cauberg. Annemiek van Vleuten accélère. Seule Liane Lippert peut la suivre. Sur le replat, Niewiadoma, Vollering, Moolman-Pasio, García et Cavalli rentre. À 1 800 m de la ligne, Marta Cavalli parvient à surprendre Ashleigh Moolman. Elle n'est plus reprise. Demi Vollering règle le sprint du groupe. À la Flèche brabançonne, à trente kilomètres du but, Demi Vollering produit une accélération violente. Elle est suivie par Pauliena Rooijakkers. Juliette Labous part en poursuite, mais ne peut opérer la jonction. Aux dix kilomètres, Vollering attaque dans la Moskesstraat et distance Rooijakkers.
À Paris-Roubaix, sur le secteur d'Auchy les Orchies, Lotte Kopecky attaque avec Marta Bastianelli. Elles sont rapidement rejointes par Lucinda Brand. Elles sont reprises plus loin. Entre les deux secteurs de Templeuve, Elisa Longo Borghini accélère emmenant avec elle Elena Cecchini et Emma Norsgaard. Dans le second secteur, elle les distance. Cecchini et Norsgaard sont reprises. Dans le secteur de Cysoing, Kopecky et Chantal van den Broek-Blaak accélèrent. Elles sont alors huit dans ce groupe de favorites. L'écart se réduit alors à onze secondes. Toutefois, après les attaque de Van den Broek-Blaak et de Pfeiffer Georgi l'entente n'est plus bonne et l'écart s'accroît de nouveau. Dans le carrefour de l'arbre, Kopecky donne ses dernières forces et distancent ses adversaires. Elle est cependant revue par Marta Cavalli puis le groupe se reforme. Kopecky remporte le sprint pour la seconde place.

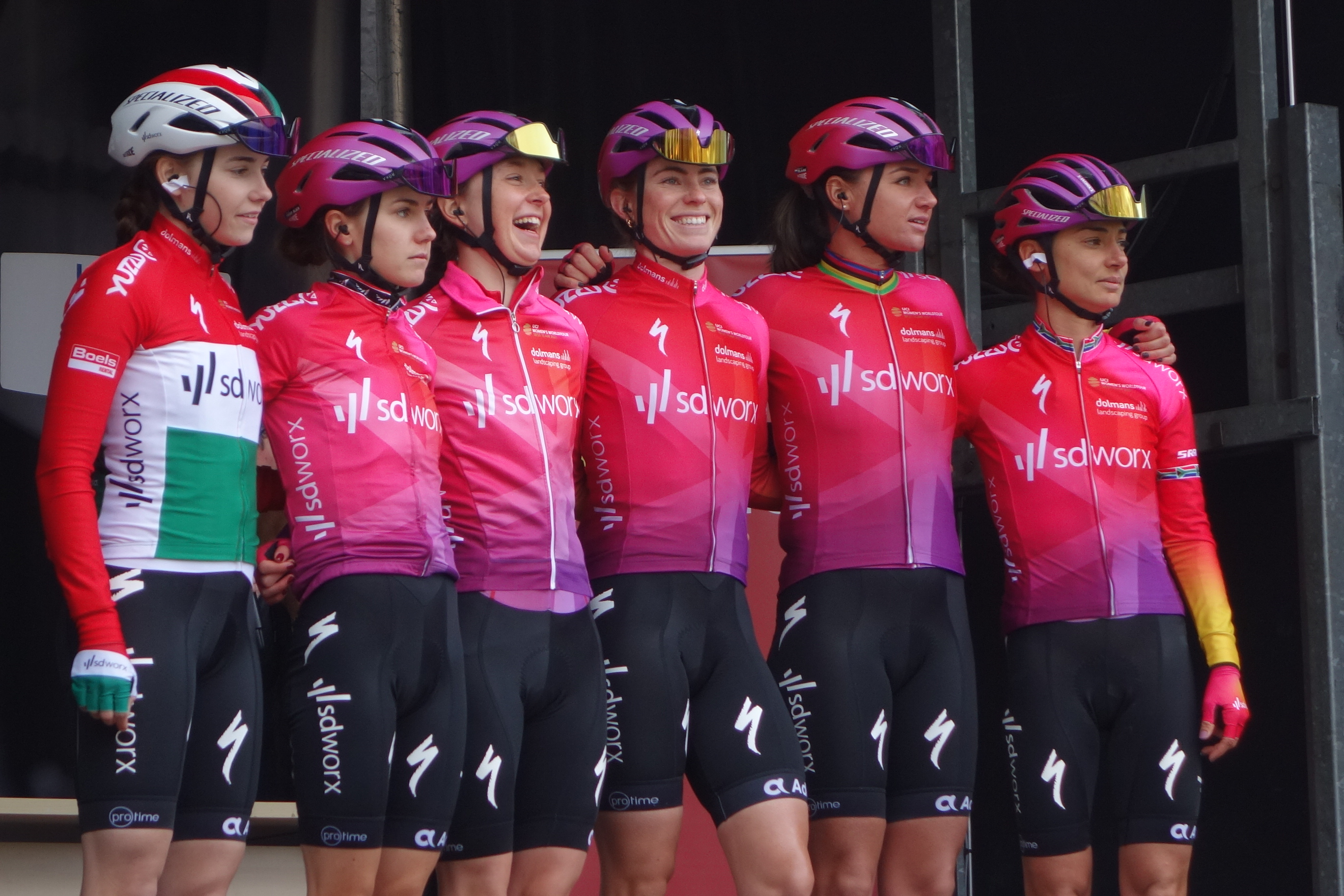
Équipe à la Flèche wallonne

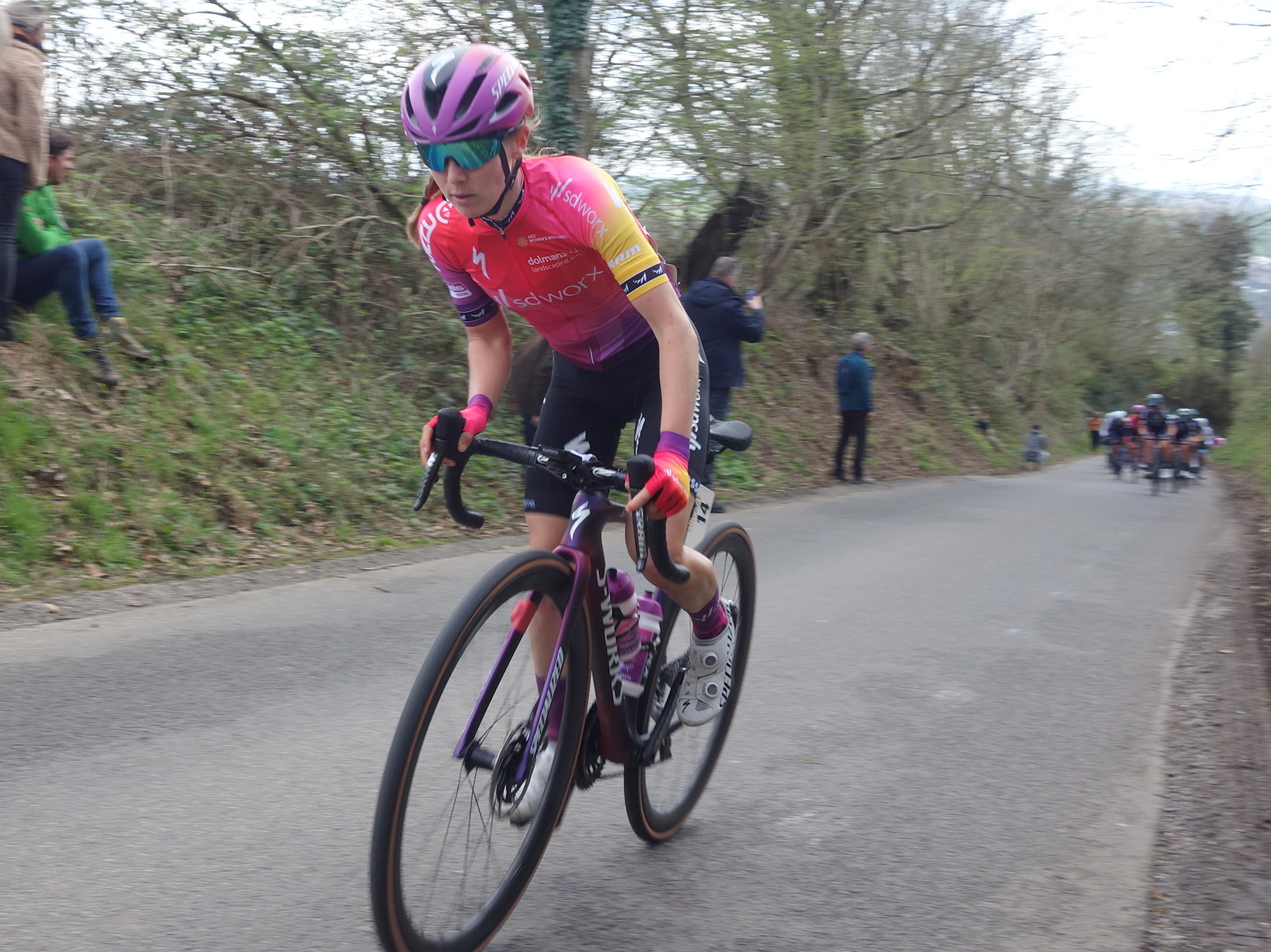
Niamh Fisher-Black à l'Amstel Gold Race

À la Flèche wallonne, Anna Shackley est dans l'échappée. Dans la dernière ascension de la côte de Cherave, une attaque de Niamh Fisher-Black reprend les échappées mais elle est reprise ensuite. Demi Vollering est la suivante à accélérer mais elle est suivie par tout le groupe. Ashleigh Moolman place un contre, mais Annemiek van Vleuten la marque. Dans la descente, Fisher-Black retente sa chance, sans plus de résultat. Dans le mur, Demi Vollering est troisième. À Liège-Bastogne-Liège, Marlen Reusser fait partie de l'échappée. Dans la Redoute, Ashleigh Moolman-Pasio mène le peloton. À un kilomètre du sommet, Annemiek van Vleuten attaque. Seule Marlen Reussler peut la suivre. Cette dernière ne prend pas de relais. Van Vleuten se relève et un groupe de favorite se reforme. Dans la Roche-aux-faucons, Van Vleuten attaque de nouveau et n'est plus reprise. Au sprint, Brown règle le groupe devant Vollering.
Au Festival Elsy Jacobs, Demi Vollering est deuxième du prologue. Sur la deuxième étape, Niamh Fisher-Black est dans l'échappée. Tout se regroupe avant la dernière difficulté. Demi Vollering s'y classe troisième. Sur la dernière étape, Niamh Fisher-Black, Blanka Vas et  Demi Vollering tentent séparément de partir, mais le peloton est vigilant. L'étape se conclut au sprint et Christine Majerus est quatrième.

### Mai
Au Tour du Pays basque, dans la descente de la dernière difficulté du jour, Ashleigh Moolman-Pasio, Demi Vollering et Lucinda Brand reviennent sur la Elise Chabbey. Elles sont reprises à seize kilomètres de l'arrivée et Kristen Faulkner contre. Demi Vollering et Pauliena Rooijakkers la rejoignent. Elles ne sont plus reprises. Rooijakkers lance le sprint, mais Vollering s'impose. Le lendemain, Demi Vollering attaque dès les premières pentes de la montée de la Karabieta, mais ne peut distancer ses adversaires. Les attaques se succèdent. Au sommet, elles sont cinq en tête : Cavalli, Vollering, Baril, Rooijakkers et Juliette Labous. Dans la descente, Demi Vollering distance ses compagnons de fuite, mais est reprise sur le plat. Rooijakkers place une attaque sous la flamme rouge, mais Vollering est vigilance. Cette dernière s'impose au sprint. Lors de la troisième étape, Demi Vollering juste après le sommet du Murgil Tontorra. Meilleure descendeuse que ses adversaires, s'impose pour la troisième fois d'affilée et donc également le classement général. Niamh Fisher-Black est septième. À Durango-Durango Emakumeen Saria, Ashleigh Moolman est quatrième et Niamh Fisher-Black cinquième.
Au Tour de Burgos, Lotte Kopecky gagne la première étape au sprint. Sur la troisième étape, dans l'Alto Retuerta, un groupe de sept dont Niamh Fisher-Black se détache au sommet. Demi Vollering revient dans la descente. Lotte Kopecky prend la quatrième place de l'étape, mais Demi Vollering perd du temps. Dans l'ultime étape, Lotte Kopecky, Anna Shackley, Elise Chabbey, Marie Le Net et Lucinda Brand forment l'échappée qui sort au bout de cinquante kilomètres. Elles comptent une minute seize d'avance au pied de la dernière difficulté : la Lagunas de Neila. Niamh Fisher-Black mène le peloton, ce qui provoque une sélection. À six kilomètres du sommet, Demi Vollering, Juliette Labous et Paula Patiño accélèrent. Elles sont reprises, mais Labous attaque de nouveau. Niamh Fisher-Black et Demi Vollering, cette dernière produisant une nouvelle attaque. Elle gagne l'étape, mais à cause de sa perte de temps de la veille, le classement général est remporté par Juliette Labous. Vollering est troisième.
À RideLondon-Classique, Lotte Kopecky est quatrième du sprint de la première étape. Elle réédite cette performance le lendemain avant d'être troisième lors de l'ultime journée. Elle est quatrième du classement général final.

### Juin

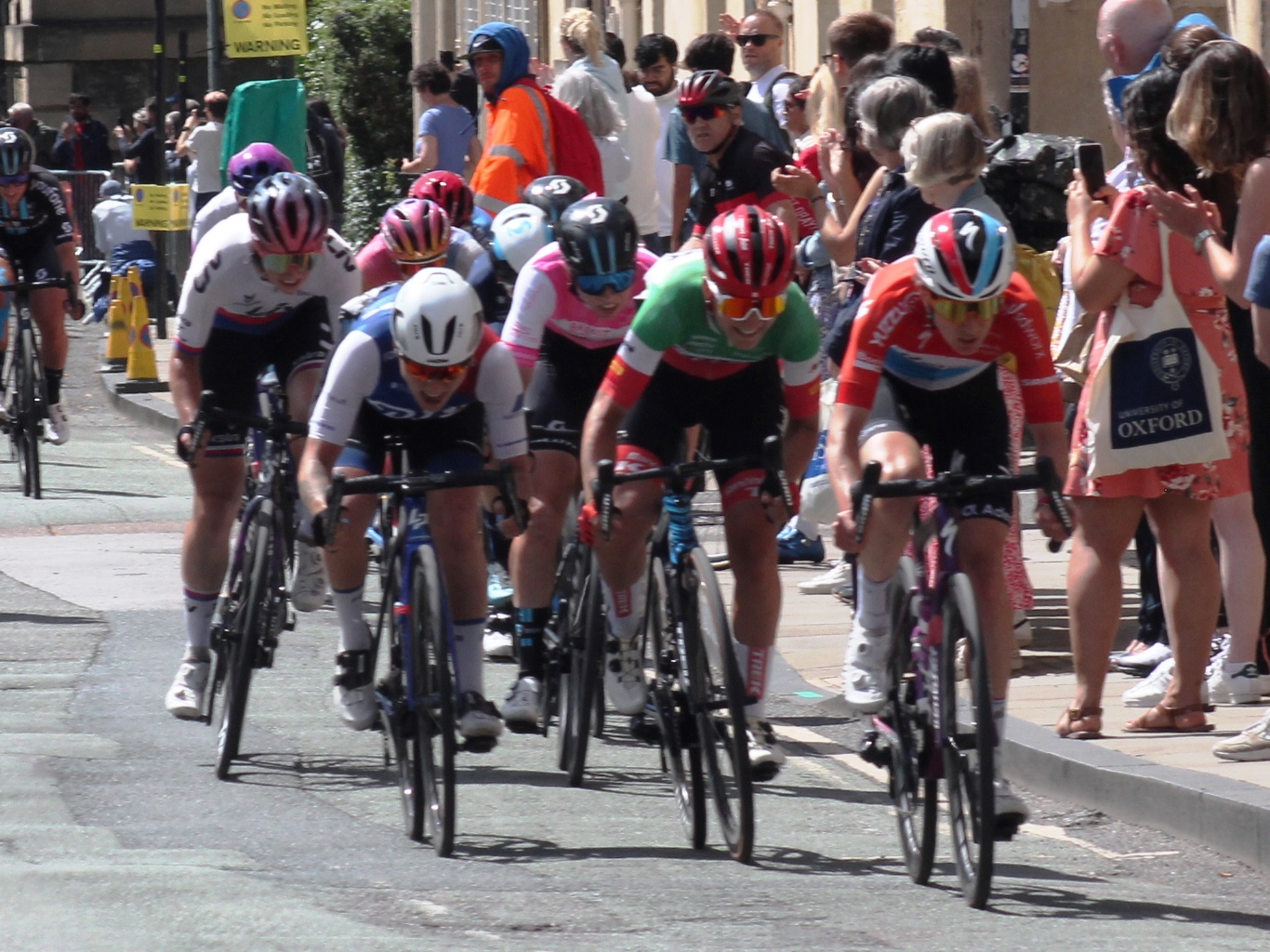
Christine Majerus au Women's Tour

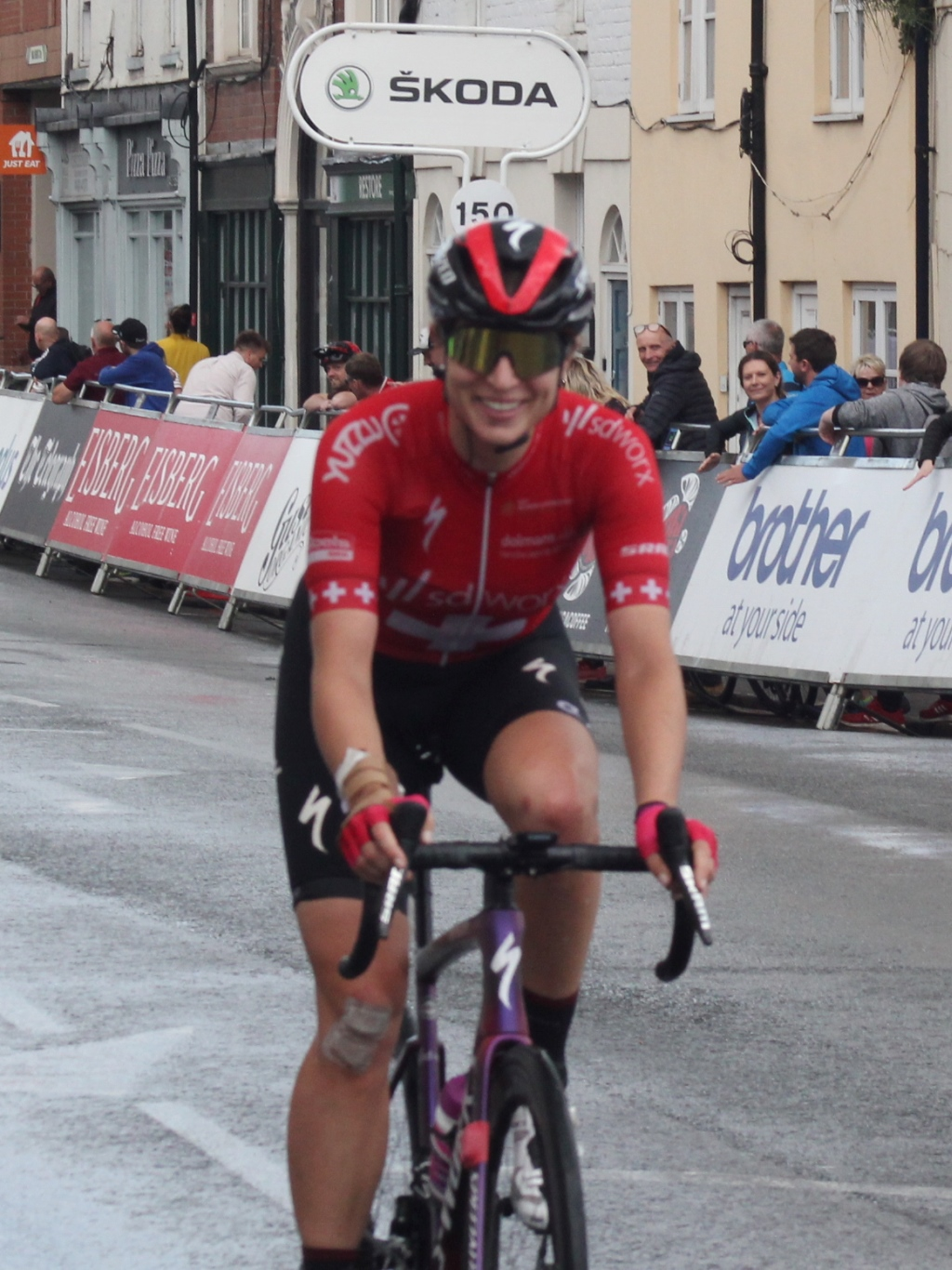
Marlen Reusser au Women's Tour

Au Women's Tour, Elena Cecchini est troisième du sprint de la première étape. Elle est neuvième le lendemain. Sur la troisième étape,  Katarzyna Niewiadoma attaque dans la côte de Speech House. Elle est suivie notamment par Ashleigh Moolman-Pasio. Un regroupement a néanmoins lieu. Sur la quatrième étape, Elena Cecchini fait partie du deuxième groupe d'échappée. Dans la côte d'Hirnant Bank, six coureuses dont Moolman se détachent. Elle ne suit pas l'attaque de Grace Brown puis Niewiadoma et Longo Borghini et prend la septième place de l'étape. Dans la cinquième étape, Christine Majerus est dans le groupe de tête. Un regroupement général a lieu à vingt-trois kilomètres de l'arrivée, à l'approche de la Black Mountain. Dans celle-ci, les attaques se succèdent alors, mais aucune ne parvient à faire la différence. Ashleigh Moolman est sixième. Sur l'ultime étape, Niewiadoma attaque avec Brown, Moolman-Pasio et Wiebes dans la côte de Burford. Le peloton les reprend immédiatement. Moolman conclut la course à la cinquième place du classement général.
Aux championnats nationaux, Christine Majerus conserve ses deux titres au Luxembourg. Blanka Vas effectue également le doublé chrono/course en ligne en Hongrie. Lotte Kopecky conserve enfin son titre en contre-la-montre en Belgique.

### Juillet

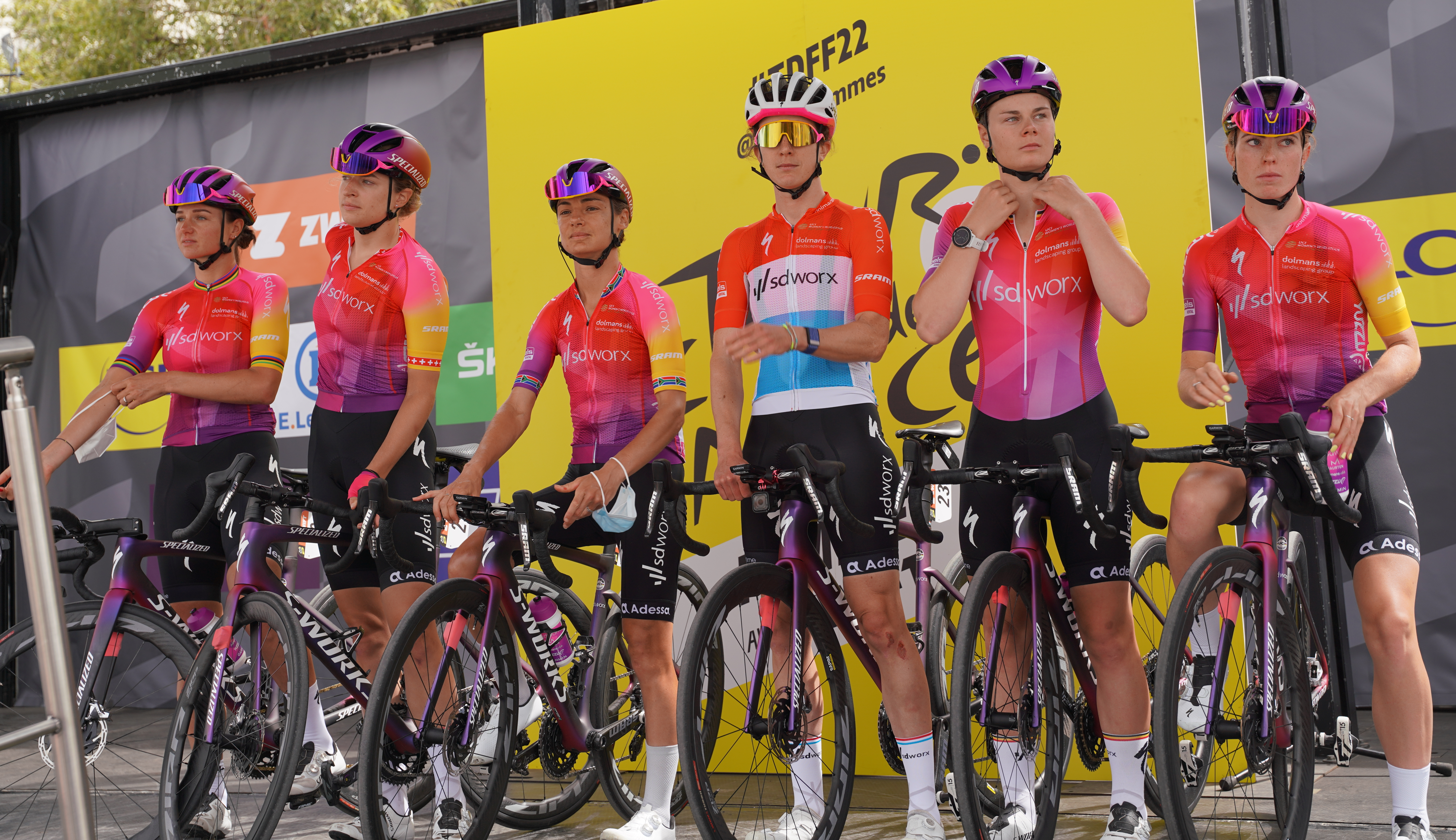
Lors du Tour de France, étape Reims-Epernay.

Au Tour d'Italie, Lotte Kopecky se classe quatrième du contre-la-montre inaugural. Elle est également quatrième du sprint le lendemain,, puis sixième dans le sprint de la troisième étape,. Sur la quatrième étape, Annemiek van Vleuten, Maví García et Marta Cavalli s'échappent à près de cinquante kilomètres de l'arrivée. Elles prennent près de cinq minutes d'avance sur leurs poursuivantes. Niamh Fisher-Black est dixième,. Sur la sixième étape, Juliette Labous attaque sur le plat qui suit la descente de la côte de San Pantaleone. Elle est suivie par Kristen Faulkner, Anouska Koster et Niamh Fisher-Black. Le peloton les reprend avant le sprint intermédiaire. Le final est difficile, mais la victoire se joue au sprint. Lotte Kopecky est uniquement devancée par Marianne Vos. Sur la première étape de montagne, Niamh Fisher-Black suit les favorites et se classe sixième. Le lendemain, elle est cinquième mais débourse plus de trois minutes sur Annemiek van Vleuten. La neuvième étape est similaire avec Niamh Fisher-Black sixième mais plus de deux minutes derrière Van Vleuten et Cavalli. La dernière étape ne change pas le classement général. Niamh Fisher-Black est cinquième et meilleure jeune.
Au Tour de France, Lotte Kopecky est troisième du sprint de la première étape. Sur la troisième étape, le final est difficile. Demi Vollering chute dans un virage, mais peut repartir immédiatement. Ashleigh Moolman et Demi Vollering font partie du groupe qui se dispute la victoire. La Sud-Africaine est troisième. Le lendemain, Marlen Reusser attaque dans la côte de Vitry, alors qu'il reste 23 km à parcourir. Elle n'est plus reprise. Christine Majerus fait partie de l'échappée sur la sixième étape. Elle est reprise. Lotte Kopecky se classe troisième du sprint. Sur la première étape de montagne, Annemiek van Vleuten attaque dès le pied de la première difficulté. Seule Demi Vollering peut la suivre. Dans le dernier kilomètre du col du Platzerwasel, van Vleuten lâche définitivement sa compatriote et passe seule en tête au sommet. Demi Vollering conserve néanmoins une avance conséquente sur ses poursuivantes. Elle arrive trois minutes vingt-six après Van Vleuten, mais près de deux minutes avant Cecilie Uttrup Ludwig. Le lendemain, tout se joue dans la montée finale. Comme la veille, Annemiek van Vleuten attaque dans les premiers kilomètres avec tout d'abord Demi Vollering dans la roue. Vollering prend la deuxième place. Elle conclut l'épreuve également sur la deuxième marche du podium. Elle est la meilleure grimpeuse.

### Août

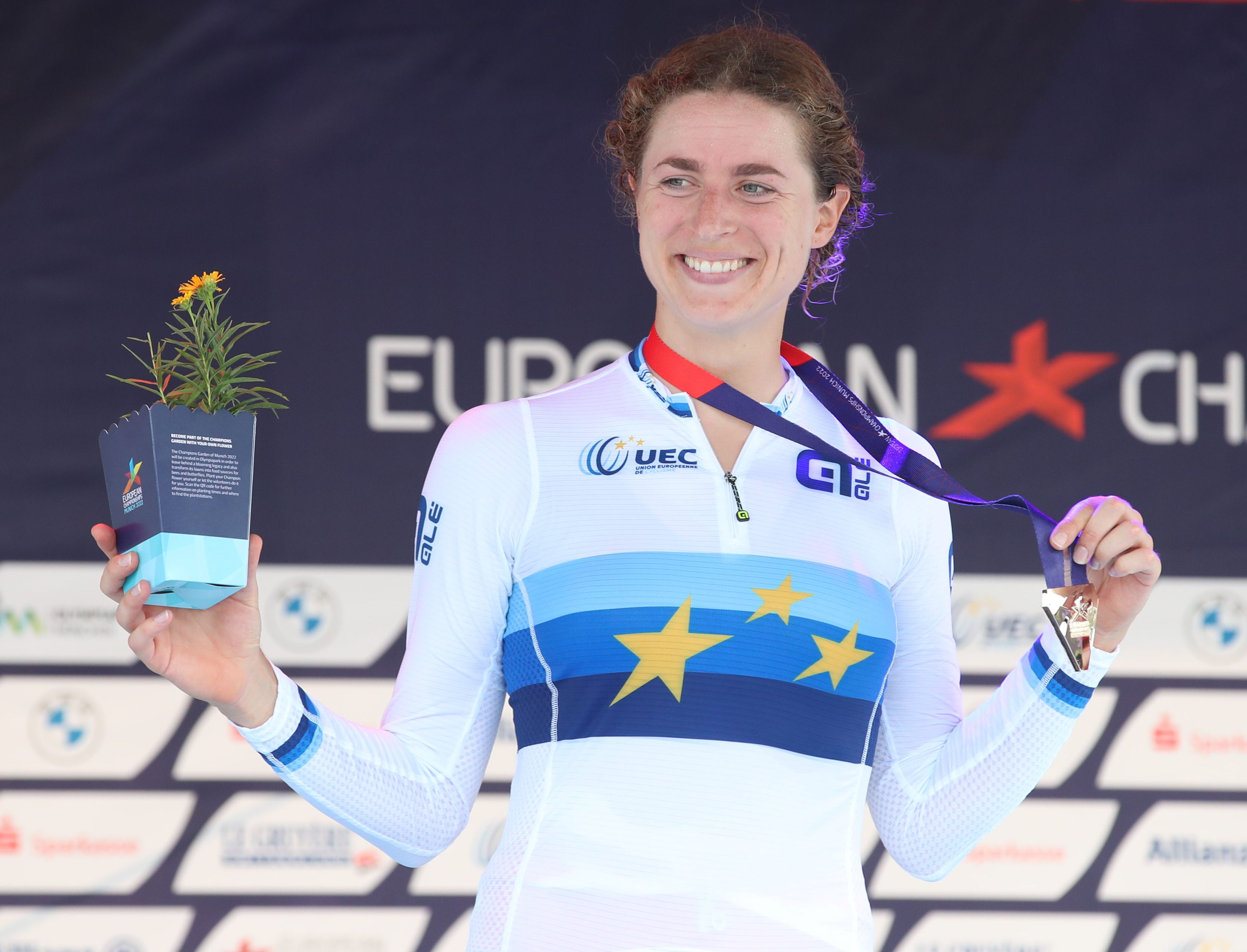
Marlen Reusser est championne d'Europe du contre-la-montre

La formation est deuxième du Contre-la-montre par équipes de l'Open de Suède Vårgårda derrière Trek-Segafredo. Sur la course en ligne, l'équipe n'est pas présente dans le quatuor qui se joue la victoire. Demi Vollering est vingt-quatrième,.
Au Tour de Scandinavie, Demi Vollering et Blanka Vas sont actives sur la première étape. Blanka Vas tente également sur la troisième étape. Sur la quatrième étape, une chute implique Demi Vollering et Niamh Fisher-Black dans les dix derniers kilomètres. Elles débourseront plus de cinq minutes à l'arrivée.
Aux championnats d'Europe du contre-la-montre, Marlen Reusser, malgré des sensations mitigées, parvient à conserver son titre devant Ellen van Dijk. Sur piste, Lotte Kopecky gagne la course aux points et la course à l'élimination. 
Au Grand Prix de Plouay, Blanka Vas fait partie du groupe qui revient sur la tête à trente-et-un kilomètres du but. Aux dix kilomètres, Mavi Garcia accélère dans la côte de Rostervel. Chabbey, Sanguineti, Kraak, Brown, Vas parviennent à la suivre, Labous revient ensuite. Le reste du groupe refait la jonction au pied de la côte du Lezot. Les attaques se multiplient mais sans Vas. Elle se classe huitième.

### Septembre
Au Simac Ladies Tour, Chantal Blaak tente de sortir dans le final de la quatrième étape, mais sans succès.  Dans le contre-la-montre, elle est victime de deux crevaisons. Au Ceratizit Challenge by La Vuelta, SD Worx est quatrième du contre-la-montre par équipe inaugural. Sur la deuxième étape, dans la seconde ascension du Fuente las Varas, Annemiek van Vleuten attaque. Elle est tout d'abord suivie entre autres par Demi Vollering, mais la distance par la suite. Elle prend la quatrième place de l'étape. Lotte Kopecky est quatrième de la troisième étape. Dans le sprint de la dernière étape, Demi Vollering est devancée par Silvia Persico. Lotte Kopecky est deuxième du sprint de l'ultime étape derrière Elisa Balsamo. Demi Vollering prend la troisième place du classement général. SD Worx est la meilleure équipe.
Aux championnats du monde, Marlen Reusser prend la médaille de bronze en contre-la-montre. Lotte Kopecky est neuvième et Ashleigh Moolman seizième,. Dans le relais mixte, Marlen Reusser gagne l'or avec l'équipe de Suisse. Elena Cecchini est deuxième avec l'Italie. Sur route, Demi Vollering est non partante à la suite d'un contrôle positif au COVID. À mi-course, Elena Cecchini rejoint le groupe de tête, mais elles sont reprises ensuite. À 25 kilomètres du terme, dans l'ascension du mont Pleasant, elles sont cinq favorites dont Ashleigh Moolman à s'isoler en tête. Elles sont néanmoins reprises par le peloton.  La Suisse Marlen Reusser tente alors sa chance en solo et crée un écart allant jusqu'à 30 secondes mais elle est reprise dans l'ultime ascension du Mount Pleasant. Et ce sont les cinq mêmes coureuses qui avaient fait la course en tête lors du tour précédent qui se retrouvent de nouveau au devant de la course. L'entente dans ce groupe n'est toutefois pas optimale. Ce qui permet le retour de cinq adversaires un peu avant la flamme rouge puis trois autres un peu plus loin. Annemiek van Vleuten sort seule et n'est plus reprise. Lotte Kopecky règle le groupe et obtient ainsi la médaille d'argent.

### Octobre

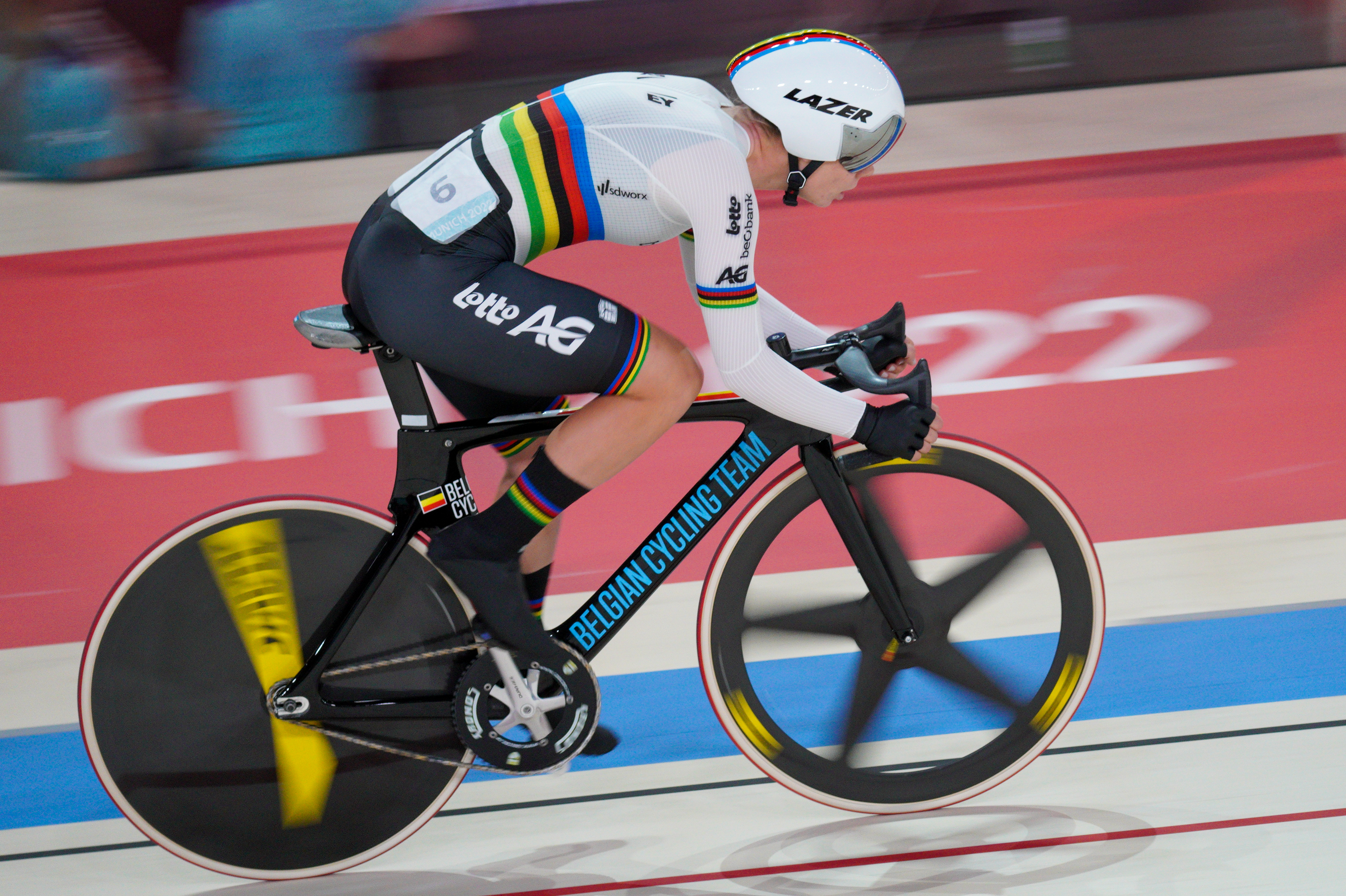
Lotte Kopecky sur piste, ici aux championnats d'Europe, avec son maillot de championne du monde

Au Tour de Romandie, Demi Vollering est troisième du sprint de la première étape. Sur l'étape reine, à huit kilomètres du terme, Moolman-Pasio imprime un rythme élevé. Elle est suivie par Liane Lippert, Petra Stiasny et Annemiek van Vleuten. D'autres coureuses reviennent, mais à six kilomètres et demi, Van Vleuten passe à l'offensive. Le groupe de quatre se reforme alors. Aux trois kilomètres, Moolman-Pasio attaque de nouveau. Van Vleuten est la seule à suivre, mais cède un kilomètre plus loin. Moolman-Pasio s'impose. Elle gagne ainsi le classement général. SD Worx gagne le classement par équipes.
Aux championnats du monde sur piste, Lotte Kopecky gagne la course à l'américaine, en duo avec Shari Bossuyt, et la course à l'élimination.

## Victoires

### Sur route
| Victoires | Victoires                                     | Victoires  | Victoires | Victoires         | Victoires |
| Date      | Course                                        | Pays       | Classe    | Vainqueur         |           |
| --------- | --------------------------------------------- | ---------- | --------- | ----------------- | --------- |
| 4 mars    | 2e étape, Bloeizone Fryslân Tour              | Pays-Bas   | 2.1       | Lonneke Uneken    |           |
| 5 mars    | Strade Bianche                                | Italie     | 1.WWT     | Lotte Kopecky     |           |
| 3 avr.    | Tour des Flandres                             | Belgique   | 1.WWT     | Lotte Kopecky     |           |
| 13 avr.   | Flèche brabançonne                            | Belgique   | 1.Pro     | Demi Vollering    |           |
| 13 mai    | 1re étape du Tour du Pays basque              | Espagne    | 2.WWT     | Demi Vollering    |           |
| 14 mai    | 2e étape du Tour du Pays basque               | Espagne    | 2.WWT     | Demi Vollering    |           |
| 15 mai    | Classement général, Tour du Pays basque       | Espagne    | 2.WWT     | Demi Vollering    |           |
| 15 mai    | 3e étape du Tour du Pays basque               | Espagne    | 2.WWT     | Demi Vollering    |           |
| 19 mai    | 1re étape du Tour de Burgos                   | Espagne    | 2.WWT     | Lotte Kopecky     |           |
| 22 mai    | 4e étape du Tour de Burgos                    | Espagne    | 2.WWT     | Demi Vollering    |           |
| 22 juin   | Championnat de Hongrie du contre-la-montre    | Hongrie    | CN        | Blanka Vas        |           |
| 23 juin   | Championnat de Belgique du contre-la-montre   | Belgique   | CN        | Lotte Kopecky     |           |
| 24 juin   | Championnat de Hongrie sur route              | Hongrie    | CN        | Blanka Vas        |           |
| 24 juin   | Championnat du Luxembourg du contre-la-montre | Luxembourg | CN        | Christine Majerus |           |
| 26 juin   | Championnat du Luxembourg sur route           | Luxembourg | CN        | Christine Majerus |           |
| 27 juill. | 4e étape du Tour de France Femmes             | France     | 2.WWT     | Marlen Reusser    |           |
| 17 août   | Championnat d'Europe du contre-la-montre      | Allemagne  | CC        | Marlen Reusser    |           |
| 8 oct.    | 2e étape du Tour de Romandie                  | Suisse     | 2.WWT     | Ashleigh Moolman  |           |
| 9 oct.    | Classement général, Tour de Romandie          | Suisse     | 2.WWT     | Ashleigh Moolman  |           |

### Sur piste
| Date       | Course                                            | Pays      | Classe | Vainqueur     |
| ---------- | ------------------------------------------------- | --------- | ------ | ------------- |
| août       | Championnat d'Europe de la course aux points      | Allemagne | CC     | Lotte Kopecky |
| 16 août    | Championnat d'Europe de la course à l'élimination | Allemagne | CC     | Lotte Kopecky |
| 16 octobre | Championnat du monde de la course à l'américaine  | France    | CDM    | Lotte Kopecky |
| octobre    | Championnat du monde de la course à l'élimination | France    | CDM    | Lotte Kopecky |

### En cyclo-cross
| Date        | Course                     | Pays       | Classe | Vainqueur         |
| ----------- | -------------------------- | ---------- | ------ | ----------------- |
| 1er janvier | Gullegem                   | Luxembourg | C2     | Christine Majerus |
| 8 janvier   | Championnats du Luxembourg | Luxembourg | CN     | Christine Majerus |
| 9 janvier   | Championnats de Hongrie    | Hongrie    | CN     | Blanka Vas        |
| 20 octobre  | Ardooie                    | France     | C2     | Blanka Vas        |
| 24 octobre  | Woerden                    | Pays-Bas   | C2     | Blanka Vas        |

### Résultats sur les courses majeures

#### World Tour
| Date                | #  | Course                                                   | Pays        | Meilleure classée           | Rang      |
| ------------------- | -- | -------------------------------------------------------- | ----------- | --------------------------- | --------- |
| 5 mars              | 1  | Strade Bianche                                           | Italie      | Lotte Kopecky               | Vainqueur |
| 12 mars             | 2  | Tour de Drenthe                                          | Pays-Bas    | Lotte Kopecky               | 3e        |
| 20 mars             | 3  | Trofeo Alfredo Binda-Comune di Cittiglio                 | Italie      | Chantal van den Broek-Blaak | 4e        |
| 24 mars             | 4  | Trois Jours de La Panne                                  | Belgique    | Lonneke Uneken              | 4e        |
| 27 mars             | 5  | Gand-Wevelgem                                            | Belgique    | Lotte Kopecky               | 4e        |
| 3 avril             | 6  | Tour des Flandres                                        | Belgique    | Lotte Kopecky               | Vainqueur |
| 10 avril            | 7  | Amstel Gold Race                                         | Pays-Bas    | Demi Vollering              | 2e        |
| 16 avril            | 8  | Paris-Roubaix                                            | France      | Lotte Kopecky               | 2e        |
| 20 avril            | 9  | Flèche wallonne                                          | Belgique    | Demi Vollering              | 3e        |
| 24 avril            | 10 | Liège-Bastogne-Liège                                     | Belgique    | Demi Vollering              | 3e        |
| 13-15 mai           | 11 | Tour du Pays basque                                      | Espagne     | Demi Vollering              | Vainqueur |
| 19-22 mai           | 12 | Tour de Burgos                                           | Espagne     | Demi Vollering              | 3e        |
| 27-29 mai           | 13 | RideLondon-Classique                                     | Royaume-Uni | Lotte Kopecky               | 4e        |
| 6-11 juin           | 14 | The Women's Tour                                         | Royaume-Uni | Ashleigh Moolman            | 5e        |
| 1-10 juillet        | 15 | Tour d'Italie                                            | Italie      | Niamh Fisher-Black          | 5e        |
| 24-31 juillet       | 16 | Tour de France                                           | France      | Demi Vollering              | 2e        |
| 6 août              | 17 | Contre-la-montre par équipes de l'Open de Suède Vårgårda | Suède       | SD-Worx                     | 2e        |
| 7 août              | 18 | Open de Suède Vårgårda                                   | Suède       | Demi Vollering              | 24e       |
| 9-14 août           | 19 | Tour de Scandinavie                                      | Norvège     | Blanka Vas                  | 18e       |
| 27 août             | 20 | Grand Prix de Plouay                                     | France      | Blanka Vas                  | 8e        |
| 30 août-4 septembre | 21 | Simac Ladies Tour                                        | Pays-Bas    | Chantal van den Broek-Blaak | 16e       |
| 7-11 septembre      | 22 | Ceratizit Challenge by La Vuelta                         | Espagne     | Demi Vollering              | 3e        |
| 7-9 octobre         | 23 | Tour de Romandie                                         | Suisse      | Ashleigh Moolman            | Vainqueur |

Demi Vollering est troisième du classement individuel, Lotte Kopecky sixième et Ashleigh Moolman dixième. SD Worx est la meilleure équipe.

#### Grands tours
| Grand tour            | Tour d'Italie                    | Tour de France                       |
| --------------------- | -------------------------------- | ------------------------------------ |
| Coureuse (classement) | Niamh Fisher-Black (5e)          | Demi Vollering (2e)                  |
| Accessits             | Classement de la meilleure jeune | 1 étape et classement de la montagne |

## Classement mondial
| Classement UCI | Classement UCI              | Classement UCI   | Classement UCI |
| Coureuse       | Coureuse                    | Pays             | Points         |
| -------------- | --------------------------- | ---------------- | -------------- |
| 4e             | Lotte Kopecky               | Belgique         | 3169.17 pts    |
| 5e             | Demi Vollering              | Pays-Bas         | 3166.17 pts    |
| 14e            | Ashleigh Moolman            | Afrique du Sud   | 1844 pts       |
| 28e            | Marlen Reusser              | Suisse           | 1025.17 pts    |
| 37e            | Niamh Fisher-Black          | Nouvelle-Zélande | 799.17 pts     |
| 45e            | Chantal van den Broek-Blaak | Pays-Bas         | 727 pts        |
| 68e            | Elena Cecchini              | Italie           | 466.33 pts     |
| 76e            | Christine Majerus           | Luxembourg       | 432 pts        |
| 77e            | Blanka Vas                  | Hongrie          | 430.17 pts     |
| 98e            | Anna Shackley               | Royaume-Uni      | 329.17 pts     |
| 107e           | Lonneke Uneken              | Pays-Bas         | 302 pts        |
| 318e           | Sina Frei                   | Suisse           | 81 pts         |

SD Worx est la meilleure équipe.